# Kanton Aurillac-3
Kanton Aurillac-3 (fr. Canton d'Aurillac-3) je francouzský kanton v departementu Cantal v regionu Auvergne. Tvoří ho pouze část města Aurillac.